# Martin Gruber (Politiker)

Martin Gruber

Martin Gruber (* 28. Mai 1866 in Harthausen; † 18. Oktober 1936 in München) war ein deutscher Politiker (SPD).

## Leben und Wirken
Nach dem Besuch der Volksschule in Aibling, der Lateinschule in Rosenheim und des Gymnasiums in Burghausen studierte Gruber Naturwissenschaften an der Technischen Hochschule in München und an der Universität Gießen. Anschließend gehörte er ein Jahr lang dem 2. bayerischen Infanterie-Regiment an, bevor er 1890 begann als Journalist zu arbeiten. Von 1890 bis 1900 war er für die sozialdemokratische Tageszeitung Münchener Post als freier Redakteur tätig. 1900 wurde er offizielles Mitglied der Redaktion der Zeitung, für die er bis 1931 tätig bleiben sollte.
Bereits im Kaiserreich wurde Gruber als verantwortlicher Redakteur (Herausgeber) der Post mehrfach in aufsehenerregende Presseprozesse (Petersprozess) verwickelt. Von 1911 bis 1919 übernahm er erstmals ein öffentliches Amt als Mitglied des Gemeindekollegiums von München.
Nach dem Zusammenbruch des Kaiserreiches gehörte Gruber von Januar 1919 bis Juni 1920 der Weimarer Nationalversammlung an. Anschließend saß er von Juni 1920 bis zum Mai 1924 als Abgeordneter im ersten Reichstag der Weimarer Republik, in dem er den Wahlkreis 27 (Oberbayern-Schwaben) vertrat.
Der Münchner Dolchstoßprozess vom Oktober/November 1925, in dessen Mittelpunkt er als Angeklagter stand, erhob Gruber für einige Monate in den Rang einer Zentralfigur des öffentlichen Interesses: Im Vorfeld der Reichstagswahl vom Mai 1924 hatte Gruber in einem in der Münchener Post veröffentlichten Artikel eine Ausgabe der konservativen Zeitschrift Süddeutsche Monatshefte, in der die Dolchstoßlegende als historische Tatsache dargestellt wurde, als Geschichtsfälschung bezeichnet. Der Herausgeber der Monatshefte, Paul Nikolaus Cossmann, nahm dies zum Anlass, einen Prozess gegen Gruber wegen Beleidigung anzustrengen. Der Prozess, in dem Gruber von dem prominenten Anwalt Max Hirschberg vertreten wurde, fand aufgrund der Auftritte von zahlreichen prominenten Figuren der Revolutionszeit 1918/1919, die als Zeugen geladen waren, darunter die ehemaligen Reichskanzler Philipp Scheidemann und Hermann Müller sowie Reichswehrminister Gustav Noske, starke öffentliche Beachtung und sorgte dazu, dass die Debatte, wer am Zusammenbruch des Deutschen Reiches im Herbst 1918 schuld sei, neu aufbrandete. Ein die Weimarer Demokratie langfristig weiter destabilisierender Nebeneffekt war, dass die Behauptung von der Kriegsniederlage durch Verrat sich weiter im Bewusstsein weiter Teile der deutschen Öffentlichkeit verfestigte, zumal sie nun scheinbar von richterlicher Seite für zutreffend erklärt wurde. Der Prozess endete im Dezember 1925 damit, dass Gruber der Beleidigung für schuldig befunden und zu einer Geldstrafe von 3.000 Reichsmark verurteilt wurde.

## Schriften
- Der Dolchstoss-Prozess in München, October-November, 1925. Eine Ehrenrettung des deutschen Volkes. Augen- und Sachverständigen-Aussagen. Eine Sammlung von Dokumenten, 1925.